# 自由フランス

自由フランス
France Libre (フランス語)

国歌: La
Marseillaise（フランス語）
ラ・マルセイエーズ

フランスの領土・植民地のうちヴィシーフランスと自由フランス、枢軸国占領地域の地図
細かい区分は凡例を参照

自由フランス（じゆうフランス、フランス語: France libre）は、第二次世界大戦中にナチス・ドイツによるフランス占領に反対して成立した組織である。亡命フランス人による独自の自由フランス軍（Forces Françaises Libres）を率いるとともに、フランス国内のレジスタンスを支援した。1942年7月21日からは「戦うフランス（フランス語: France combattante）」と改称されている。

## 歴史

### 結成
1940年のドイツ軍の侵攻によるパリ陥落後の6月17日にイギリスのロンドンに亡命した前国防次官シャルル・ド・ゴール将軍は、6月18日にBBCを通じ、歴史的な演説（Appeal of 18）を行い、国内外のフランス人に対独抵抗運動（レジスタンス）を呼びかけた。6月21日にフィリップ・ペタン元帥率いるフランス政府はドイツに休戦を申し入れ、フランス南部を統治するヴィシー政権となった。
6月23日、ド・ゴールは自らを代表とし、フランスの正統な政治的権威を持つ組織として「フランス国民委員会」を設置した。委員会はイギリスにいるフランス人の指揮権・支配権を持つものと宣言した。同日、ウィンストン・チャーチル率いるイギリスはヴィシー政権の承認を拒否するとともに、同委員会設置を支持した。6月28日にはコミュニケを発表し、ド・ゴールを「連合諸国の理念の防衛のために彼に合流する全ての自由なフランス人（Français libre）の主席」として承認した。ド・ゴールは政府の独立性を高めるため、イギリスからの資金援助はフランスの負債とし、将来返済するものと取り決めた。

### 結成に対する反応
メルセルケビール海戦などでフランス人の間に反英感情が高まったこともあり、当初は在外フランス人の間でも自由フランス支持の動きは鈍かった。7月の時点で自由フランスの指揮下にあったフランス軍人は7,000名に過ぎなかった。
さらにアルジェリア、仏領西アフリカ（セネガルなど）、マダガスカル、マルティニク、グアドループ、仏領ギアナ、シリア、レバノンなどはヴィシー政府影響下、または中立に留まり、ヴィシー政権（とドイツ政府）の黙認の下、1940年に日本軍が進駐した仏領インドシナも同様であった。
また、連合国を含む諸外国におけるド・ゴールの知名度は皆無に等しく、自由フランスに関する動きはほとんど見られなかった。

### 初期の活動

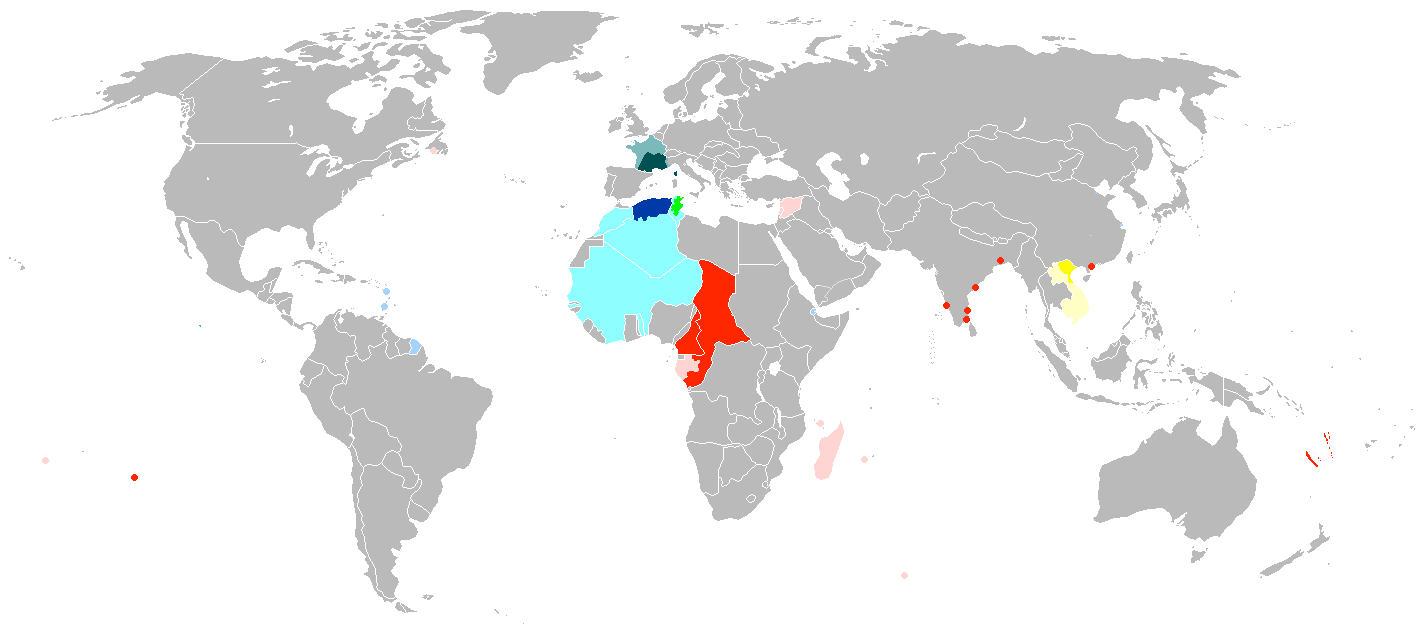
赤が自由フランスの支持地域

自由フランスはBBCや独自の放送局からフランス内地のフランス人に対独レジスタンスを呼びかけ、フランス国内のレジスタンス勢力による諜報・妨害作戦を行った。主な傘下組織にはマキなどがある。武装組織である自由フランス軍は、イギリスからの軍事物資の支援を受けて北アフリカやシリアなどで連合軍の作戦に参加した。
1940年9月には最初の軍事作戦としてダカール沖海戦に参加したが失敗した。10月27日にはコンゴのブラザヴィルで「海外領土防衛協議会」設置を宣言し、海外植民地の結集を図った。フランスの植民地のうち、フェリックス・エブエが総督であった仏領赤道アフリカとフランス領カメルーン、南太平洋のニューカレドニアとフランス領ポリネシアはこれに応じた。この際、ド・ゴールはヴィシー政府を違憲であると批難し、新しい政府が戦争を指導しなければならないと宣言した。イギリスはこの協議会を翌1941年1月6日に承認したが、いまだ自由フランスを政府として承認してはいなかった。6月8日にはイギリスと自由フランスはエクスポーター作戦（Operation Exporter）を発動してシリアへ侵攻した。このシリア・レバノン戦役の結果、フランス委任統治領シリアと大レバノンを占領下に置いた。レバノンは1943年11月8日、シリアは1944年1月1日に独立を宣言し、連合国に加わった。
独ソ戦が始まると自由フランスはソビエト連邦に外交攻勢を掛け、関係を深めた。9月24日に自由フランスは国民委員会を「内閣に相当するもの」と宣言した。9月26日にはソ連がド・ゴールを承認し、10月16日以降、ロンドンにあった他の連合国亡命政府は次々に国民委員会を承認した。11月26日にはイギリスも「連合諸国の原理の支持のために『自由フランス』に参加する全ての自由なフランス人の代表」として承認した。また、アメリカも自由フランスを「レンドリース法」の事実上の対象として武器援助を開始した。

### 米英との軋轢

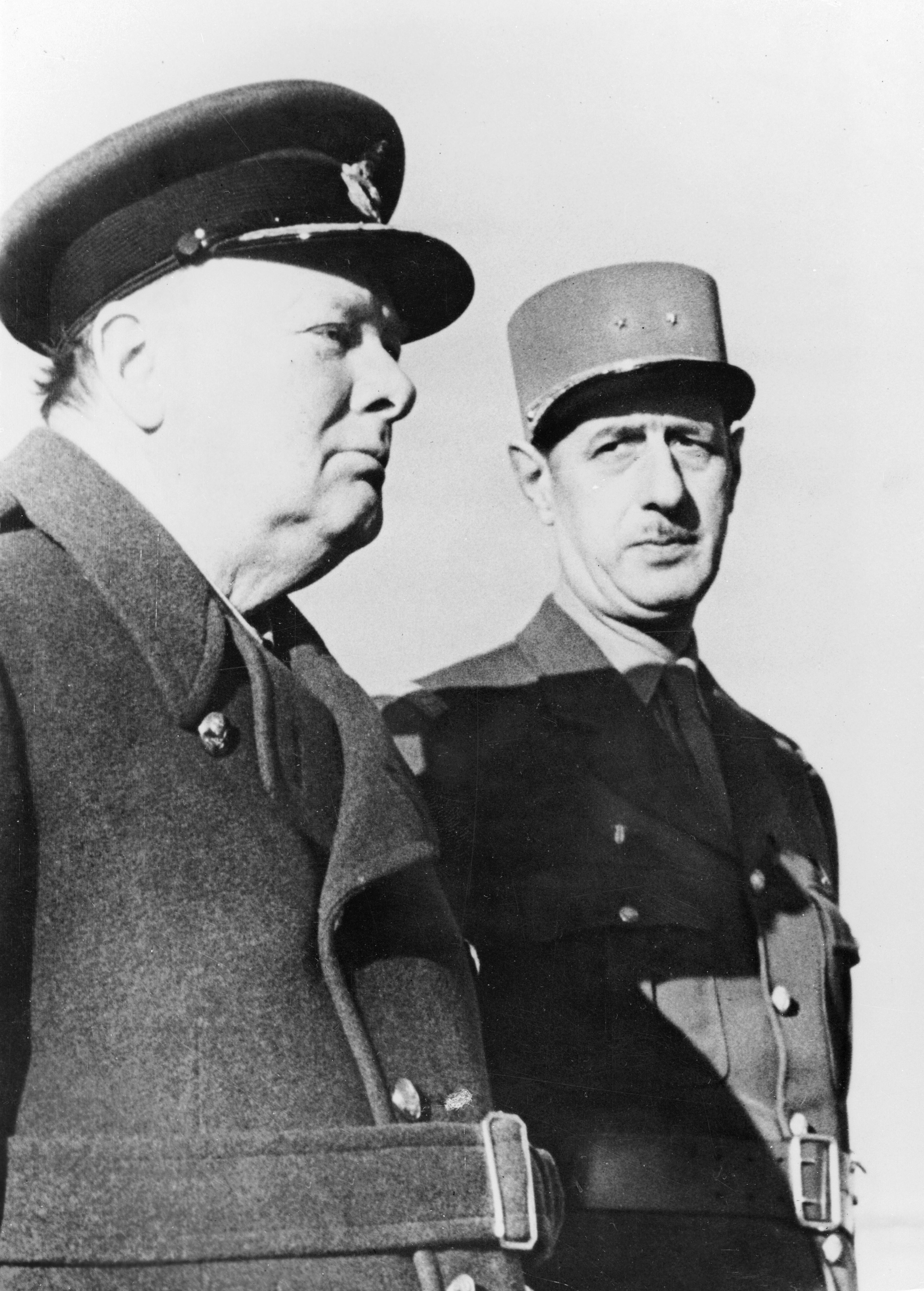
チャーチルとド・ゴール。1944年1月17日

しかし、自由フランスの「独裁者」であったド・ゴールは尊大な態度で要求を貫いたために連合国間での評判が悪く、「ナポレオン」や「ルイ14世」気取りの俗物に例えられた。12月24日に自由フランス海軍は無断でカナダのセントローレンス湾沖合いにあるサンピエール島とミクロン島を占拠し、実効支配下に置いた。両島を管轄するフランス領西インド総督はアメリカとの間に中立協定を結んでおり、激怒したコーデル・ハル国務長官は退去を要求した。しかし、軍事作戦上の都合から、1942年4月に自由フランスの支配権は認められた。この事件はド・ゴールに対する連合国の印象をさらに悪化させ、4月1日にド・ゴールが自由フランス政府の承認を要求する声明を出しても英米両国は承認しなかった。5月5日には米英が無断で仏領マダガスカルに上陸作戦を行い（マダガスカルの戦い）、同島の総督に中立化を求める計画を立てた。ド・ゴールは激しく抗議し、5月14日にはマダガスカルを自由フランスの統治下に置くという決定を引き出した。チャーチルはド・ゴールに腹を立て、マダガスカルからの自由フランス追放を希望するほどであった。
一方でアメリカは5月21日には自由フランスを「フランスの抵抗を代表する機関」として承認し、正式なレンドリースの対象とした。また、6月には自由フランスの実効支配地域における行動では国民委員会と協議するという覚書をイギリスに送り、イギリス政府もこれに同意した。7月21日には自由フランスが「戦うフランス」と改称され、国民委員会を指導組織および代表機関と位置づけた。

### フランス国民解放委員会

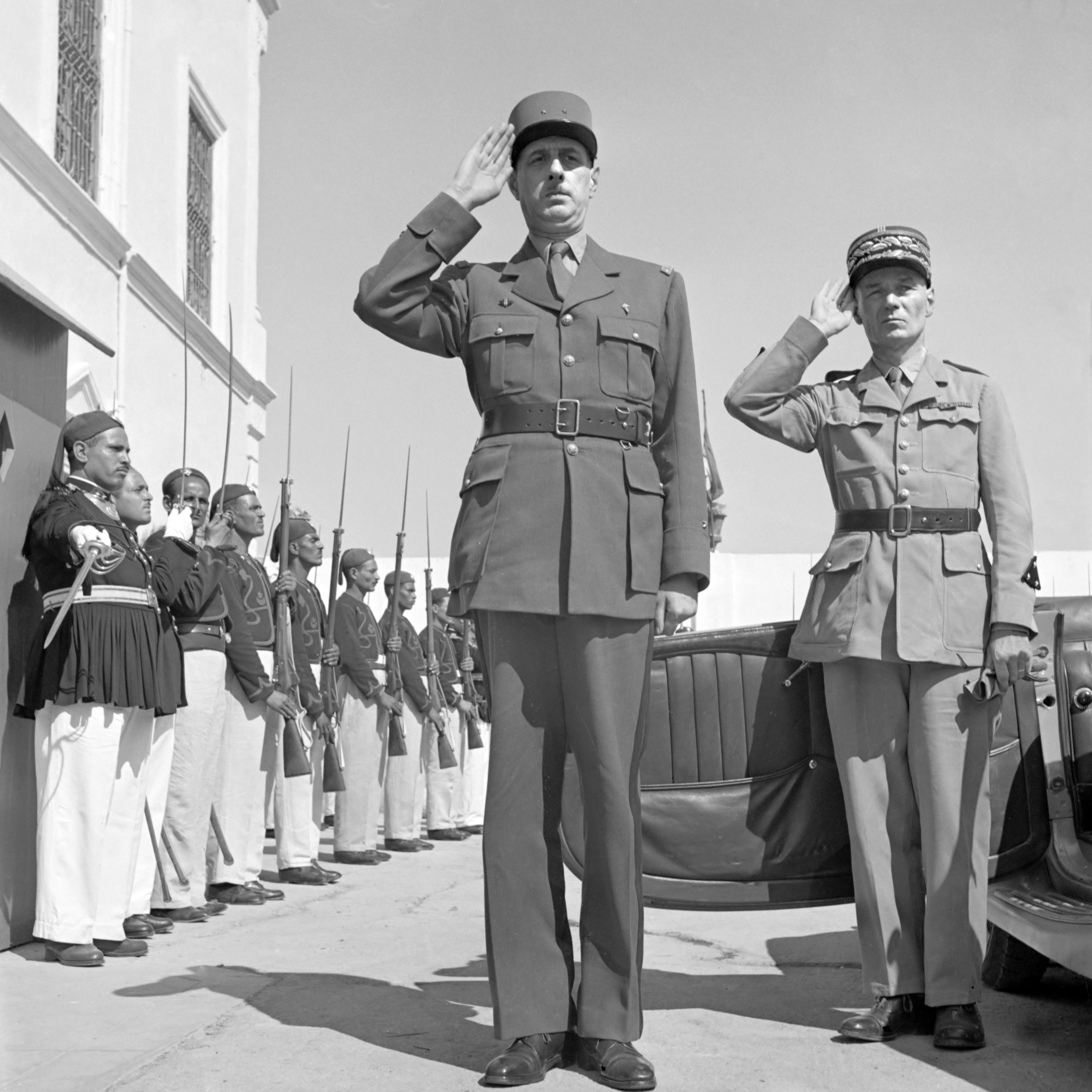
チュニジアで閲兵するド・ゴール。1943年6月。

1942年6月に米英軍はヴィシー政権の支配下にあるフランス領北アフリカに上陸する計画を立てた。この上陸作戦は自由フランスに通知せず、ヴィシー政権軍司令官フランソワ・ダルラン大将と交渉した上で上陸し、反ド・ゴール感情が強いフランス領植民地の支配にはアンリ・ジロー大将を起用することにした。連合国軍が11月8日より上陸を開始すると（トーチ作戦）、ダルランはヴィシー政権軍を降伏させ、連合国の支持を得た上で「北アフリカにおけるフランス国家元首兼陸海軍総司令官」に就任したと宣言した。ダルランは自由フランスの協力を拒否し、自らの政権を固めようとした。ド・ゴールはダルランを「フランス勢力結集の障害」であると語り、自由フランスは「フランスの政府は一つ」であるという宣伝活動を行った。12月24日にダルランは暗殺され、ジローが連合軍に任命された北アフリカ・アルジェにおけるフランス民軍最高司令官として北アフリカの指揮権を引き継いだ。このダルラン暗殺にはド・ゴールの関与があったという噂が当時からあり、ジローもド・ゴール派の容疑者を数名逮捕している。ジローはアルジェに海外領土協議会を置き、連合国の間では2つの政府の統合が問題となった。
1943年1月15日から23日にかけて、チャーチル首相とフランクリン・ルーズベルト大統領はカサブランカ会談に臨んだ。この会談でド・ゴールとジローの政府を統合し、ド・ゴールとジローの二頭体制をつくる交渉が行われたが、調停は不調に終わった。ジローの支持者であったルーズベルトは、ド・ゴールの頑なな態度に対して「フランスはド・ゴール抜きでも解放される」と警告した。チャーチルも「彼との関係を断絶する」と口走るほどであった。ルーズベルトは後に「ジローは愛国的な軍人で、まったく政治家ではない。ド・ゴールは軍人でたしかに愛国的で国に献身している。しかし彼は政治家で狂信家だ。彼の中にはほとんど独裁者の性質がある」と両者を評している。しかし、自由フランスの宣伝が功を奏し、北アフリカやフランス内地でもド・ゴール人気が高まりつつあった。5月1日にアルジェで行われたメーデーではド・ゴール支持の声が挙げられ、5月7日にフランス内地で設立されたレジスタンス組織全国抵抗評議会はド・ゴールが唯一の指導者であると声明した。
このような状況もあって、3月ごろからはジロー派とド・ゴール派の協議が進み、政府統合についての問題も決着した。6月3日にはド・ゴールとジローを共同議長とするフランス国民解放委員会（CFLN）が結成された。この委員会はフランスの中央政権を称し、全フランス軍の指揮権を持つと宣言した。これをうけてイタリア上陸作戦を計画していた連合国軍は、北アフリカのフランス軍に対する連合国軍地中海作戦戦域司令部の指揮権を確認した。ド・ゴールはフランス軍は委員会の指揮下にあると回答し、ジローにも連合国と委員会の二者択一を迫り、委員会を選ばせた。そのころ、アルジェではド・ゴール派とジロー派による宣伝合戦が起こっており、ジローは自らの暗殺を懸念していた。8月1日、自由フランス軍は北アフリカの旧ヴィシー軍と合流し、フランス解放軍が結成された。8月23日に委員会は「交戦団体」として米英ソによって承認された。9月17日にはフランス対独抵抗派の統一のための臨時諮問議会が設立された。11月9日にはド・ゴールとの権力闘争に敗れたジローが失脚し、ド・ゴールが唯一の代表となった。
ルーズベルト大統領はド・ゴールの勢力拡大に落胆し、テヘラン会談でもド・ゴールが嫌いであるとソ連側に明言するほどであった。しかし、戦後体制における米ソの二巨頭体制を牽制する必要があると考えたイギリスにより、フランスは大国の一つとして再建されることが定められた。また、ソ連側の要請で、1944年にはフランスに上陸して第2戦線を築くことが合意された。

### フランス共和国臨時政府

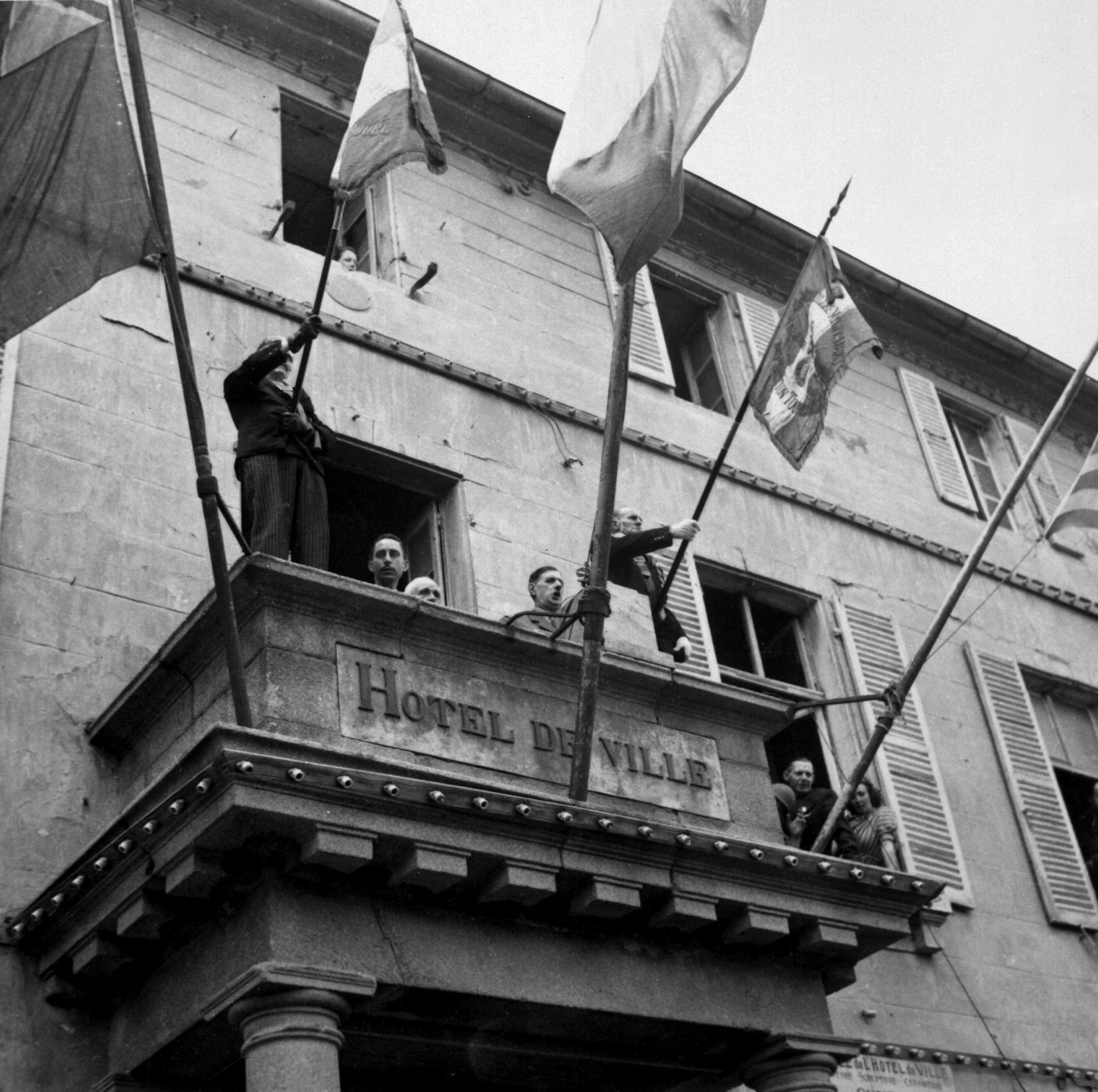
シェルブールにある市役所のバルコニーから演説するド・ゴール。1944年8月20日

1944年の段階でアルゼンチンやウルグアイなどからの亡命者を中心とした義勇軍も参加し、自由フランス軍の兵力は40万人に達した。また、ポーランド亡命政府に資金を返還するなど他の亡命政権の援助を表明し、政府としての「既成事実」作りを開始した。4月9日にはジローがフランス軍総司令官から解任され、アメリカは委員会をフランス政府としては承認しないことを確認した。
5月26日には国民解放委員会をド・ゴールが主席となる「フランス共和国臨時政府」に改組する布告を発表し、イギリスに承認を迫った。チャーチルはド・ゴールの強引な姿勢に不快感を抱き「アメリカとフランスのどちらかを選ばなければならない場合にはアメリカを選ぶ」と叫んだ。ただし、外相アンソニー・イーデンはド・ゴールに好意的であり、ド・ゴールの地位を承認するよう閣議に働きかけており、イギリス全体の基本政策としてはド・ゴールを支持していた。6月2日に臨時政府が正式に発足したが、正式な承認を行う国はなかった。
6月からはノルマンディー上陸作戦が開始される予定であったが、連合国首脳はその際にド・ゴールに呼びかけさせてフランス内地への工作を行おうとした。6月5日、チャーチルとアイゼンハワー、そしてド・ゴールの間で会談が行われたが、ド・ゴールは臨時政府の承認を執拗に要求した。6月6日の上陸作戦開始にあわせて行われたBBCによる連合国首脳の放送では、各国の元首に続いてアイゼンハワー、その次にド・ゴールの演説が行われた。この放送でフランス人に対して「フランス政府およびその指導者」のみに従うよう求め、連合国などという言葉は一切発しなかった。この上陸作戦にはフィリップ・ルクレール将軍指揮下の自由フランス軍第2機甲師団が参加している。

### パリの解放、帰国

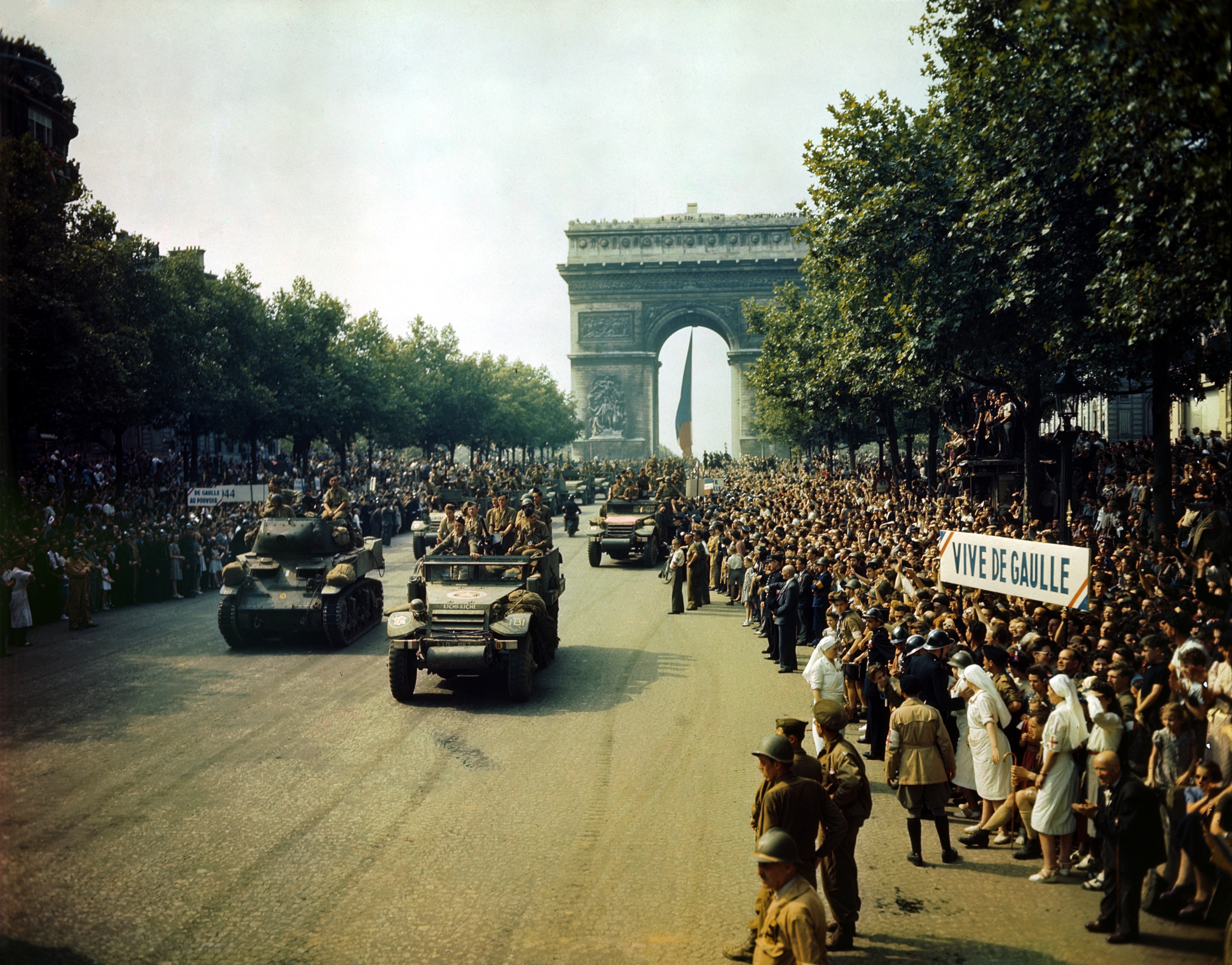
シャンゼリゼ通りをパレードするルクレール師団。1944年8月26日

フランスに橋頭堡を築いた連合国軍首脳は、ドイツ軍の強力な抵抗が見込まれるとして、パリの解放を急がず一部部隊による包囲に留める方針をとることにした。当時、パリではディートリヒ・フォン・コルティッツ将軍率いるパリ防衛ドイツ軍と、レジスタンス組織から再編された準軍事組織「フランス国内軍」（FFI）がにらみ合っており、スウェーデン公使の仲介で休戦状態にあった。8月20日にフランス本土に上陸したド・ゴールはパリ解放優先を強硬に主張し、連合軍が向かわない場合は指揮下の自由フランス軍を離脱させてパリに向かわせるとアイゼンハワーに告げた。さらに8月21日にはルクレール将軍に連絡し、第2機甲師団をパリに向かわせるよう命令した。しかし、翌8月22日、連合国軍にFFIから「パリのドイツ軍が退却したが、8月23日に休戦期限が切れて攻撃を開始する」という連絡が入った。アイゼンハワーは方針を転換し、第1軍第5軍団を向かわせることにした。しかし、FFIの連絡はド・ゴール側近の工作であり、事実ではなかった。第5軍団司令官レオナルド・ジロー少将はパリ入城はルクレールの第2機甲師団に与えるよう命令した。第2機甲師団はドイツ軍の抵抗と「フランス人の激しい歓迎」によって大幅に遅れたが、8月24日午後11時55分に偵察隊をパリに入城させた。翌25日にコルティッツは降伏文書に署名したが、その相手となるルクレールの肩書きは「フランス共和国臨時政府パリ軍政司令官」であった。これは第二次世界大戦におけるドイツ軍の降伏文書で、相手が連合国軍ではない唯一のものであった。同日の夕刻、ド・ゴールもパリに入城した。8月31日に臨時政府も正式にパリに移り、名実ともにフランス政府としての活動を行うこととなった。10月23日、連合国は正式なフランス政府として臨時政府を承認した。

## シンボル
自由フランスのシンボルは「ロレーヌ十字」で、旗や標章に使用されただけでなく、ペンダントや指輪にデザインされ秘密の会合の際の目印として使われもした。戦後のフランスを指導したド・ゴールの死後、その墓標には全長40メートルを超える巨大なロレーヌ十字が建てられている。
フランス亡命政府にして正当政府という自意識から『ラ・マルセイエーズ』が引き続き歌われたが、他に『パルチザンの歌』も国歌に準ずる扱いを受けた。